# Emil Dima
Pour les articles homonymes, voir Dima.
Emil Dima, né le 22 février 1997 à Brașov, est un coureur cycliste roumain.

## Biographie
Au mois d'aout 2020, il se classe vingt-cinquième du championnat d'Europe du contre-la-montre à Plouay dans le Morbihan.

## Palmarès sur route

### Par année
- 2013
  -  Champion de Roumanie sur route cadets
  -  Champion de Roumanie du contre-la-montre cadets
- 2014
  - 2e du championnat de Roumanie sur route juniors
  - 2e du championnat de Roumanie du contre-la-montre juniors
- 2015
  -  Champion de Roumanie sur route juniors
  -  Champion de Roumanie du contre-la-montre juniors
- 2016
  -  Champion de Roumanie sur route espoirs
  -  Champion de Roumanie du contre-la-montre espoirs
- 2017
  -  Champion de Roumanie sur route espoirs
  - Infernul Muntelui
  - 2e du championnat de Roumanie du contre-la-montre espoirs
  - 3e du championnat de Roumanie sur route
- 2018
  -  Champion de Roumanie sur route espoirs
  -  Champion de Roumanie du contre-la-montre espoirs
- 2019
  -  Champion de Roumanie du contre-la-montre espoirs
  - 3e du championnat de Roumanie sur route espoirs
- 2020
  - The Wall Pucioasa
  - 2e du championnat de Roumanie du contre-la-montre
- 2021
  - 2e étape du Turul Deva
  - 3e étape du Tour de Roumanie
  - 3e du championnat de Roumanie sur route
- 2022
  -  Champion de Roumanie sur route
  - Turul Deva :
    - Classement général
    - 1re (contre-la-montre) et 2e étapes

  - 2e du Tour de Szeklerland
- 2024
  -  Champion de Roumanie du contre-la-montre
  - Seciu Mon Amour
  - 3e du championnat de Roumanie sur route
- 2025
  -  Champion de Roumanie du contre-la-montre
  - 2e étape du Turul Deva (contre-la-montre)
  - Turul Colinelor :
    - Classement général
    - 1re étape

  - 3e du championnat des Balkans du contre-la-montre

### Classements mondiaux
| Année                                 | 2016  | 2017 | 2018 | 2019 | 2020 | 2021 | 2022 | 2023  | 2024  |
| ------------------------------------- | ----- | ---- | ---- | ---- | ---- | ---- | ---- | ----- | ----- |
| Classement mondial                    | 1817e | nc   | 925e | 860e | 355e | 719e | 378e | 1601e | 1188e |
| UCI Europe Tour                       | 1208e | nc   | 564e | 624e | 290e | 564e | 304e | nc    | nc    |
|                                       |       |      |      |      |      |      |      |       |       |
| Légende : nc = non classéSource : UCI |       |      |      |      |      |      |      |       |       |

## Palmarès sur piste
- 2019
  -  Champion de Roumanie de poursuite par équipes (avec Valentin Plesea, Csaba Bartha et Daniel Crista)
  - 2e du championnat de Roumanie de poursuite
  - 2e du championnat de Roumanie de l'omnium
- 2022
  -  Champion de Roumanie de poursuite par équipes (avec Valentin Plesea, Daniel Crista, et Mihai-Sebastian Paveliu)
  -  Champion de Roumanie de vitesse par équipes (avec Valentin Plesea et Daniel Crista)

## Palmarès en VTT
- 2014
  - 3e du championnat de Roumanie de cross-country juniors
- 2015
  -  Champion de Roumanie de cross-country juniors[2]